# TWR Supercat
El TWR Supercat es un automóvil deportivo producido por el fabricante inglés TWR, tentativamente a partir de 2025. Es el primer modelo oficial de la marca fundada en 2020 por Fergus Walkinshaw, hijo del fallecido piloto Tom Walkinshaw, quien en su momento fundó una escudería con el mismo nombre.

## Diseño
Está construido sobre la base de un chasis tubular de acero con paneles en fibra de carbono para la carrocería, que contribuyen a una reducción del peso del 9.3% en comparación con el Jaguar XJS original, que en total queda en unos 1609 kg (3547 libras). La carrocería está moldeada bajo el diseño y supervisión del diseñador Khyzyl Saleem, en colaboración con Magnus Walker, la cual mantiene la silueta clásica pero más ensanchada y con distintos elementos aerodinámicos que se combinan con faros led, para darle un toque más agresivo. Mantiene el perfil y silueta del Jaguar XJS, sin olvidar la importancia de la aerodinámica, la cual ha sido supervisada por un experto de Mercedes-Benz F1, con ciertos elementos de rediseño de los arbotantes traseros para optimizar el flujo de aire por los flancos laterales, el suelo plano junto con el difusor trasero o el sistema de escape reubicado desde la parte trasera hacia la lateral. El cofre presenta varias salidas de aire y la parte trasera integra un llamativo spoiler.
Tiene rines Forged Monoblok de 18 pulgadas (45,7 cm) en el eje delantero y de 19 pulgadas (48,3 cm) en el trasero, dejando así totalmente atrás los originales de 15 pulgadas (38,1 cm) que montaba en su momento el XJS. También está equipado con frenos de disco ventilados fabricados en acero con pinzas de seis pistones en el eje delantero y de cuatro en el trasero, los cuales pueden ser sustituidos opcionalmente por otros carbono-cerámicos.
El interior es una reinterpretación moderna como homenaje del original del XJS, al haberse añadido una pantalla digital para el panel de instrumentos que imita exactamente el diseño del XJ-S original; y otra para el sistema de infoentretenimiento MMI, la cual es compatible con Apple CarPlay y Android Auto, desde la que se pueden ajustar fácilmente a través de una interfaz los parámetros de dirección y de la suspensión multibrazo con dinámica activa, control de tracción programable, cinco modos de manejo y launch control. Se trata de un biplaza, ya que las plazas traseras se han sustituido por una zona de almacenamiento e incluye también una gran cantidad de interruptores táctiles. Los asientos en cuero y respaldos también en fibra de carbono, están disponibles en un diseño contemporáneo, o bien, opcionalmente en «heritage». La palanca de cambios está hecha de aluminio.

## Especificaciones
Cuenta con un motor V12 sobrealimentado de 5584 cm³ (5,6 L; 340,8 plg³) basado en el original de 5344 cm³ (5,3 L; 326,1 plg³), agregándose también el sistema de enfriamiento de carga, cuya potencia se envía al eje trasero a través de una transmisión manual de seis velocidades con diferencial de deslizamiento limitado. El V12 está equipado con una nuevas cabezas, tren de válvulas, levas de bloque, entre otros detalles.
| Distribución             | SOHC 2 válvulas por cilindro       |
| Alimentación             | Inyección de combustible           |
| Diámetro x carrera       | 92 x 70 mm (3,62 x 2,76 pulgadas)  |
| Potencia máxima          | 660 HP (669 CV; 492 kW) @ 7600 rpm |
| Par máximo               | 730 N·m (538 lb·pie) @ 5350 rpm    |
| Línea roja               | 7750 rpm                           |
| Potencia específica      | 118,2 HP/litro                     |
| Relación potencia a peso | 0,41 HP/kg                         |
| Sistema de lubricación   | Cárter seco                        |

## Producción
Su fabricación es una serie de manera limitada a solamente 88 unidades, número que hace homenaje a la victoria del equipo Tom Walkinshaw Racing con el Jaguar XJR-9 en las 24 Horas de Le Mans 1988. Cada unidad podrá tener opciones de personalización casi ilimitadas a gusto del propio cliente y sería construido a mano bajo pedido en Newbury, cerca de Londres. Las primeras entregas se esperan para el verano de 2025.